# ولایت کلیسایی
استان کلیسایی (یونانی باستان: ἐκκλησία)یکی از اشکال اساسی طبقه بدی در کلیساهای مسیحی با ساختار سلسله مراتبی سنتی، از جمله مسیحیت غربی و مسیحیت شرقی است. به طور کلی، یک استان کلیسایی از چندین اسقف (یا اپارکی) تشکیل شده است که یکی از آنها اسقف اعظم (یا archeparchi) است و صلاحیت کلیسایی بر سایر اسقف های استان دارد.در دنیای یونانی-رومی، کلمه ecclesia (یونانی باستان: ἐκκλησία؛ لاتین: ecclesia) برای اشاره به یک مجلس قانونی یا یک نهاد قانونگذاری استفاده می شد. مدتی بعد این کلمه معنای اضافی یک جامعه با باورهای مشترک را به خود گرفت.این معنایی است که در ترجمه یونانی کتاب مقدس عبری (هفتگانه) اخذ شده و بعدها توسط جامعه مسیحی برای اشاره به مجمع مؤمنان بکار رفته است.
در تاریخ امپراتوری روم و امپراتوری بیزانس (گاهی دقیق تر به عنوان جهان یونانی-رومی) ، استان های کلیسایی مسیحی معادل با استان رومی سکولار و همچنین برخی از تشکیلات فراسرزمینی دنیای غرب در اوایل قرون وسطی بوده است.کلیسای کاتولیک (هر دو کلیسای لاتین و کاتولیک شرقی)، کلیساهای ارتدکس و  انگلیکن همگی دارای مفهوم استان کلیسایی هستند. این استان ها توسط یک اسقف اعظم شهری رهبری و اداره می شوند.